# Dana International
Dana International (pravo ime Sharon Cohen, hebrejsko שרון כהן‎;rojena kot moški z imenom Yaron Cohen, hebrejsko ירון כהן‎), izraelska pevka zabavne glasbe; * 2. februar 1972, Tel Aviv, Izrael.
Leta 1998 je zmagala na Evroviziji s pesmijo Diva.
Dana International je transseksualka in njena udeležba na Pesmi Evrovizije je spodbudila odpor izraelskih verskih krogov, ki so zahtevali, da se prireditve udeleži kakšen bolj konservativen glasbenik. V Egiptu je bilo predvajanje njene pesmi, posnete v arabščini, prepovedano.
Nacionalnega izbora za Pesem Evrovizije se je udeležila že leta 1995 s pesmijo Layla tov Europa, vendar je tedaj zasedla drugo mesto; zmagala je pevka Liora.
Dana International je prinesla Izraelu že tretjo evrovizijsko zmago; leta 1978 je zmagala izraelska pesem A-Ba-Ni-Bi (izvajalci so bili Izhar Cohen & Alpha Beta), leta 1979 pa je prvo mesto dosegla skupina Milk & Honey s pesmijo Hallelujah.
Na Evroviziji leta 1999, ki je potekala v Jeruzalemu, je Dana v premoru med tekmovalnimi nastopi in glasovanjem zapela pesmi Dror Yikra in Free (v izvirniku je slednjo prepeval Stevie Wonder). Po razglasitvi rezultatov je podelila tudi zmagovalni kipec švedski zmagovalki Charlotte Nilsson. Pri predaji kipca se je spotaknila zaradi čevljev z zelo visokimi petami ter padla.
Svojo popularnost Dana International uporablja tudi za ozaveščanje javnosti o seksualnih manjšinah. Leta 1999 je sodelovala pri projektu nizozemskega oddelka Amnesty International, ki je opozarjal na kratenje pravic homoseksualcem.
Spomladi 2007 naj bi izšel njen nov album. 

## Albumi
- Dana International (1993)
- Umpatampa (1994)
- E.P.Tampa (1995)
- Maganuna (1996)
- The Album (1998)
- Diva ha-osef (1998)
- Free (1999)
- Yoter ve yoter (2001)
- Ha'chalom ha'efshari (2002)
- Hakol ze Le tova (2007)
- TBA (2014)

## Singli
- Sa'ida Sultana (1992)
- Danna International (1993)
- Fata Morgana (1993)
- Mishak ha'dmaot (1993)
- Samar Mar (1993)
- Yes sir, I can boogie (1993)
- Ani Lo (1994)
- Nosa'at Le Petra (1994)
- Yeshnan banot (1994)
- Betula (1995)
- Layla Tov, Europa (1995)
- Ani rotsa lichyot (1995)
- Maganuna (1996)
- Menafnefet (1996)
- Don Quixote (1996)
- Let Kiss (1996)
- Yesh bo esh (1996)
- Cinque Milla (1996)
- Diva (1998)
- Woman in love (1998)
- Free (1999)
- Ani ohevet (1999)
- Ad sof ha'zman (1999)
- Mocher ha'prachim (2000)
- Lama katafta li'shir (2000)
- Nicachti (2001)
- We'achre ha'kol (2001)
- Yoter ve'yoter (2002)
- Ten lichyot (2002)
- Sipur katzar (2002)
- Tachlom (2002)
- Makat chom (2002)
- He'chalom ha'efshari (2002)
- Cinque milla 2004 (2004)
- Strike It Up (2005)
- Lola (2005)
- Kiss Your Money Bye Bye (2006)
- Sleeping With Me (2006)
- Hakol ze le tova (2007)
- Love boy (2007)
- At muchana (2007)
- Seret hodi (2008)
- Birthday (2008)
- Ding Dong (2011)
- When Men Dance (2012)
- Ma La'Asot? (2013)
- Loca (2013)
- Ir Shlema (2013)
- Down On Me (2014)